# Euphorbia exilis
Euphorbia exilis ist eine Pflanzenart aus der Gattung Wolfsmilch (Euphorbia) in der Familie der Wolfsmilchgewächse (Euphorbiaceae).

## Beschreibung
Die sukkulente Euphorbia exilis wächst als reich verzweigter kleiner Strauch und erreicht Wuchshöhen bis 30 Zentimeter. Die aufrechten und bis 2,5 mm dicken Triebe sind flexibel und manchmal spreizklimmend.  Die eiförmigen und vergänglichen Blätter werden bis 0,5 Millimeter groß. Die drüsenartigen Nebenblätter sind sehr spröde.
Der endständige Blütenstand besteht aus ein- bis vierfach gegabelten Cymen. Der Blütenstandstiel wird 3 Millimeter lang und die mehr oder weniger rosa gefärbten Cyathien erreichen 3 Millimeter im Durchmesser. Die elliptischen Nektardrüsen sind grün gefärbt und stehen einzeln. Die stumpf gelappte Frucht ist nahezu sitzend und wird 3 Millimeter lang und 4 Millimeter breit. Der eiförmige Samen wird 2,25 Millimeter lang und 1,5 Millimeter breit. Die Samenoberfläche ist mit flachen Warzen besetzt.

## Verbreitung und Systematik
Euphorbia exilis ist in der südafrikanischen Provinz Nordkap verbreitet.
Die Erstbeschreibung der Art erfolgte 1990 durch Leslie Charles Leach.